# 155-я стрелковая дивизия (1-го формирования)
155-я стрелковая дивизия (155 сд) — формирование (стрелковая дивизия) РККА Вооружённых Сил СССР до и во время Второй мировой войны.

## История
Дивизия была сформирована в сентябре 1939 года в Опочке на базе 143-го стрелкового полка 48-й стрелковой дивизии Калининского военного округа.
30 октября 1939 года 155 сд отправлена в Карелию и 5 ноября 1939 г. прибыла на станцию Кархумяки. Далее переброшена в Пораярви. Дивизия входила в состав 1-го стрелкового корпуса 8-й армии ЛВО.
Позднее была в составе 14-го стрелкового корпуса (13 марта 1940 г.).
Дивизия участвовала в боевых действиях в ходе советско-финской войны.
18 апреля — 3 мая 1940 г. погружена в эшелоны в Кархумяки, 25 апреля — 3 мая 1940 г. прибыла в Остров.
13 июля 1940 года получила приказ на отправку в город Барановичи Брестской области Белорусской ССР.
На 22 июня 1941 года — в составе 47-го стрелкового корпуса, непосредственно подчинённого штабу Западного особого военного округа.
22 августа 1941 года к фон Шенкендорфу — командующему войсками безопасности тыла немецкой группы армий «Центр», от советского командира окружённого 436-го стрелкового полка 155-й дивизии майора Ивана Никитича Кононова был прислан парламентёр с предложением о своей сдаче в плен. Договорённость была достигнута, и на сторону немцев перешла группа военнослужащих, включая Кононова и заместителя командира полка по политической части комиссара Д. Панченко. Сам Кононов И. Н. впоследствии командовал 3-й пластунской дивизией 15-го казачьего кавалерийского корпуса вермахта.
26 августа 1941 года 3-я танковая дивизия противника наступала на Новгород-Северский. При поддержке авиации и артиллерийского огня танковая дивизия заставила отступить части 143-й стрелковой дивизии и взяла штурмом город, захватив мост через Десну и плацдарм на юго-восточном берегу. К Новгород-Северскому срочно была переброшена вновь укомплектованная 132-я стрелковая дивизия генерала С. С. Бирюзова.
Силами 307-й, 269-й, 282-й, 155-й стрелковых дивизий и 4-й кавалерийской дивизии была сделана попытка нанести контрудар на Стародуб. Отвечая на него, 47-й моторизованный корпус вермахта перешёл в наступление на правый фланг ударной группировки 13-й армии.
В результате немецкого наступления на Москву 13-я армия, оборонявшаяся на направлении г. Севск, была окружена, к 18 октября 1941 года вышла из окружения, при этом её численный состав составлял меньше одной дивизии.
29 октября 1941 года остатки 155-й стрелковой дивизии, понёсшей тяжёлые потери, были выведены в Москву.
- Дивизия, сформированная в июле 1941 года, станет предшественником 110-й стрелковой дивизии (2-го формирования).
- Дивизия, сформированная в октябре 1941 года, станет 155-й стрелковой дивизией (2-го формирования).

## Состав
В советско-финской кампании:
- Управление (штаб);
- 436-й стрелковый полк;
- 659-й стрелковый полк;
- 786-й стрелковый полк (майор П. К. Живалёв);
- 306-й артиллерийский полк;
- 421-й броневой батальон;
- 104-я полевая почтовая станция;

На 22 июня 1941 г.:
- Управление (штаб);
- 436-й стрелковый полк;
- 659-й стрелковый полк;
- 786-й стрелковый полк;
- 306-й артиллерийский полк;
- 378-й гаубичный артиллерийский полк;
- 178-й отдельный истребительно-противотанковый дивизион;
- 188-й отдельный зенитный артиллерийский дивизион;
- 129-й разведывательный батальон;
- 203-й сапёрный батальон;
- 219-й отдельный батальон связи;
- 148-й медико-санитарный батальон;
- 169-я отдельная рота химической защиты;
- 135-й автомобильный транспортный батальон;
- 142-я полевая хлебопекарня;
- 67-я дивизионная артиллерийская мастерская;
- 104-я полевая почтовая станция;
- 142-я полевая касса Госбанка;

## Герои Советского Союза
- Кайда, Анатолий Григорьевич — водитель автомашины 786-го стрелкового полка. Указ от 26 января 1940 года. Награждён за участие в советско-финской войне.

## В составе
- По состоянию на 1 сентября 1941 года входила в состав 45-го стрелкового корпуса 13-й армии Брянского фронта.
- По состоянию на 1 октября 1941 года входила в состав 13-й армии Брянского фронта.

## Командование
- Командир: Александров, Пётр Алексеевич (18.08.1939 — 10.11.1941), комбриг, с 04.06.40 генерал-майор[4]
- Комиссар: Спекторенко И. Г., полковой комиссар
- Начальник штаба: Тузов Н. И., майор